# Antracyt (węgiel)

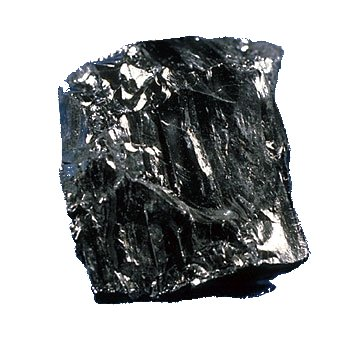
Antracyt

Antracyt – skała organogeniczna stanowiąca odmianę węgla kopalnego.
Jest to najsilniej przeobrażona odmiana węgla kamiennego, charakteryzująca się największą zawartością węgla i − co za tym idzie − najwyższą wartością energetyczną ze spalania.

## Charakterystyka
- Typ węgla oznaczony w PN symbolem 42 charakteryzuje się bardzo małą zawartością części lotnych (3-10%), wysokim ciepłem spalania, brakiem zdolności spiekania oraz własności koksujących.
- Zawiera 1−3% wilgoci, 3−8% popiołu.
- Zawartość węgla w antracycie wynosi 90−97%.
- Barwa: czarna.
- Połysk: silny szklisty, półmetaliczny.
- Wykazuje stosunkowo duże przewodnictwo elektryczne.

Jest skałą zbitą i twardą, zawiera niewielkie ilości węglowodorów, niekiedy także pirytu i kwarcu.

## Występowanie
Antracyt powstaje w wyniku działania bardzo wysokich temperatur i olbrzymiego ciśnienia; podczas procesów diagenetycznych oraz metamorficznych. Jego złoża występują na dużych głębokościach, głównie w osadach karbońskich.
Miejsca występowania – zagłębia karbońskie: (Wielka Brytania), Francja, Belgia, Niemcy, Ukraina, USA, Kanada. Także w utworach permskich: Chiny, Australia, Syberia.
W Polsce – w okolicach Wałbrzycha i Nowej Rudy – (eksploatacja nie jest już obecnie prowadzona).

### Wydobycie w Polsce
Antracyt był w Polsce wydobywany w latach 1993−1998 z jedynego udokumentowanego w kraju złoża Wałbrzych-Gaj. Po likwidacji KWK Wałbrzych i KWK Victoria antracyt skreślono z listy zasobów geologicznych Polski.

## Zastosowanie
Ze względu na powolne spalanie, małą ilość dymu i małe pylenie stosowany był do ogrzewania budynków; współcześnie został wyparty przez inne formy ogrzewania. Nadal stosowany jest w przemyśle:
- jako paliwo specjalne;
- w metalurgii;
- do wyrobu elektrod.